# Космос-1927
Космос-1927 је један од преко 2400 совјетских вјештачких сателита лансираних у оквиру програма Космос.
Космос-1927 је лансиран са космодрома Плесецк, СССР, 11. марта 1988. Ракета-носач Космос је поставила сателит у орбиту око планете Земље. Маса сателита при лансирању је износила 40 килограма. Космос-1927 је био комуникациони сателит.